# Lieder ohne Worte (Schmoelling)
Lieder ohne Worte (liederen zonder tekst) is een studioalbum van Johannes Schmoelling uit 1995. De titel is een verwijzing naar een compositie met dezelfde titel van Felix Mendelssohn Bartholdy uit 1834. Schmoelling probeerde de klassieke muziek uit die tijd te combineren met de elektronische muziek van deze tijd (1994). In tegenstelling tot zijn vorige eigen album White out was er dus weinig ruimte voor experimenteren op het gebied van de elektronische apparatuur en verscheen een zelfs voor Schmoellings doen een uiterst melodieus album. Schmoelling stond namelijk (binnen de elektronische muziek) al bekend vanwege zijn melodielijnen, die hij inbracht in Tangerine Dream. Het album is opgenomen in de eigen Rietsudio in Berlijn. Op Hymnus zijn omgevingsgeluiden te horen van bij de klaagmuur in Jeruzalem, mei 1991.

## Musici
- Johannes Schmoelling – synthesizers, elektronica
- Jan Seliger – slagwerk op tracks 2,6 en 9

## Muziek
Alle van Schmoelling

| Nr. | Titel                                                                | Duur |
| --- | -------------------------------------------------------------------- | ---- |
| 1.  | Nursery rhyme                                                        | 5:01 |
| 2.  | Gondola song (gebaseerd op Venetiaans gondellied uit boek 1, lied 6) | 4:31 |
| 3.  | Spinning wheel                                                       | 5:31 |
| 4.  | Jester’s nightwatch                                                  | 5:45 |
| 5.  | Autumn song                                                          | 6:39 |
| 6.  | Huntsman’s song                                                      | 3:36 |
| 7.  | Hymnus                                                               | 8:29 |
| 8.  | Maypole song                                                         | 6:31 |
| 9.  | Funeral march                                                        | 6:06 |